# Колдунов, Сергей Александрович
Сергей Александрович Колдунов (1901—1995) — русский советский писатель, член Союза писателей СССР (1934).

## Биография
Родился 7 (20) сентября 1901 в селе Павлово Нижегородской области в семье пароходного машиниста. Работал кочегаром, слесарем. По окончании медицинского факультета МГУ в 1926 работал врачом-терапевтом (до 1934). Печатается с 1926. Член Союза писателей СССР с 1934 года. Жил в Москве. Невоеннообязанный, во время Великой Отечественной войны — литсотрудник газеты «Красный флот». Награждён медалями.
Часть личного архива писателя хранится в РГАЛИ.

## Творчество
Первая повесть, принесшая известность писателю — «P. S.» (1933). В ней, как и в последующих своих произведениях, он развивает мысль о творческом труде как основной цели человеч. существования и намечает образ своего постоянного героя — одинокого, замкнутого человека, для которого понятия «жить» и «работать» неразделимы уже в силу особенностей его характера.
В фантастическом романе писателя «Ремесло героя» (1937; 1938; фрагм. 1939 — «РП-1») описано создание и первый экспериментальный полет советского ракетоплана РП-1. Используя этот прием, как фон, автор показывает разные человеческие характеры, сталкивает их в спорах о жизни и работе, о месте каждого в новом социалистическом обществе, поднимает философские вопросы.
Советским лётчикам и подводникам посвящён сборник рассказов «Огни победы» (1946) — в него, в частности, входят рассказы «Собачий рейс» (1944) и «Доктор Ту-ру-ру» (1946).
В 1957 году вышли роман Колдунова о подводниках «Солнце, которое не заходит» и книга об адмирале Нахимове «Сигнал полдня», написанная совместно с М. Яхонтовой.
Действие исторического романа «Рязанские самоцветы» (1961, совм. с М. Яхонтовой) происходит в XVIII веке. Характерная особенность романа — гармоничное слияние драматических и сатирических элементов.

## Публикации
- Колдунов С. P. S. — М., 1933. — 120 с.
- Колдунов С. Обыкновенные признания. — М., 1934. — 203 с.
- Колдунов С. Ремесло героя: Роман // Красная новь. — 1937. — № 9-10.
- Колдунов С. Ремесло героя. Роман. — М., 1938. — 328 с.
- Колдунов С. РП-1: Отр. из романа «Ремесло героя». — М., 1939. — 48 с. — (Б-ка «Огонек»; № 20). — 50 000 экз.
- Колдунов С. Честь флага. Сталинградские рассказы. — М., 1943. — 64 с.
- Колдунов С. Рассказы. — М.—Л., 1944.
- Колдунов С. Огни Победы. Рассказы. — М., 1946. — 206 с.
- Колдунов С. Солнце, которое на заходит. Роман. — М., 1957. — 404 с.
- Колдунов С., Яхонтова М. Сигнал полдня. — 1957. — 383 с.
- Колдунов С., Яхонтова М. Рязанские самоцветы. — 1961. — 440 с.
- Колдунов С. Душа огня. Рассказы. — М., 1963. — 80 с.